# Exochus szepligetii
Exochus szepligetii là một loài tò vò trong họ Ichneumonidae.